# Lepidodexia andina
Lepidodexia andina är en tvåvingeart som först beskrevs av Townsend 1912.  Lepidodexia andina ingår i släktet Lepidodexia och familjen köttflugor.
Artens utbredningsområde är Ecuador. Inga underarter finns listade i Catalogue of Life.